# 撫遠市
撫遠市（ふえん-し）は中華人民共和国黒竜江省ジャムス市に位置する県級市。中露国境に位置している。旧名を綏遠県といい、この地を永遠に鎮め、平定することを祈って撫遠と命名された。市人民政府の所在地は撫遠鎮。ロシア連邦のハバロフスク地方と接する国境の街でもある。

## 地理
アムール川（黒竜江）の支流の一つであるウスリー川（烏蘇里江）が南東から北東にかけてロシア・ハバロフスク地方のハバロフスク地区と国境を成している（このハバロフスク地区という行政区画はハバロフスク地方の中心都市のハバロフスクがある）。また、北西から北東にかけてはアムール川（黒竜江）がロシア・ハバロフスク地方のアムールスク地区との国境となっている。

## 歴史

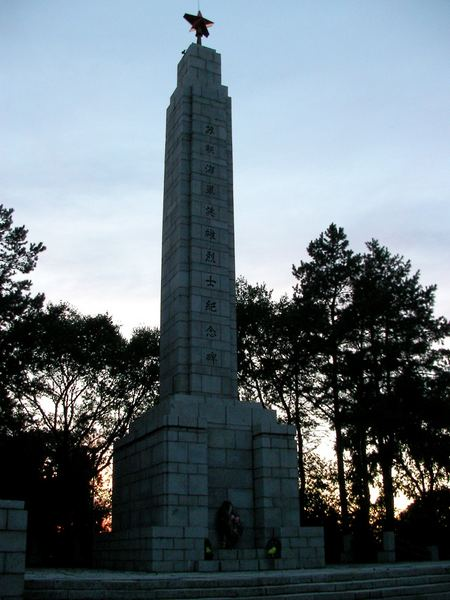
ソ連海軍英雄記念碑

1909年（宣統元年）、清朝により設置された綏遠州を前身とする。中華民国が成立すると1913年（民国2年）に綏遠県と改編、1929年（民国18年）に撫遠県と改称された。
旧来は吉林省に帰属していたが、1945年（民国34年）に合江省、1949年に松江省、1954年に黒竜江省に移管された。2016年1月13日に県級市に昇格し現在に至る。

## 行政区画
5鎮、5郷を管轄：
- 鎮：撫遠鎮、寒葱溝鎮、濃橋鎮、烏蘇鎮、黒瞎子島鎮
- 郷：通江郷、濃江郷、海青郷、別拉洪郷、鴨南郷

## 交通
前撫線の前進鎮駅から169.4kmの区間が2011年12月6日に開通した。撫遠駅は中国最東端に位置する駅となった。

### 航空
- 撫遠東極空港（中国語版）

### 鉄道
- 中国国家鉄路集団
  - 中国鉄路ハルビン局集団公司
    - 前撫線（ジャムス方面）- 前鋒駅（中国語版） - 東二道河駅（中国語版） - 寒葱溝駅（中国語版） - 撫遠東駅（中国語版） - 撫遠駅

### 道路
- 高速道路
  -  建黒高速道路

- 省道
  -  210省道
  -  306省道

## 健康・医療・衛生
- 撫遠市人民医院
- 撫遠市中医院

## 観光写真
- 撫遠観光写真集 - ウェイバックマシン（2011年8月17日アーカイブ分）